# آرداک یدیگاریان
آرداک گقامی یدیگاریان (به ارمنی: Արտակ Գեղամի Եդիգարյան) (متولد ۱۸ مارس ۱۹۹۰ در شهر ایروان)، بازیکن فوتبال در پست مدافع اهل ارمنستان می‌باشد. او هم‌اکنون برای تیم باشگاهی آلاشکرت می‌کند.

## باشگاهی
این بازیکن سابقه بازی در تیم‌های باشگاهی پیونیک، متالورگ دونتسک، بانانتس، ژالگیریس ویلینوس و آلاشکرت را نیز در کارنامه دارد.

## تیم ملی
وی همچنین در زیر ۱۹ سال ارمنستان، زیر ۲۱ سال ارمنستان و تیم ملی فوتبال ارمنستان بازی کرده‌است. یدیگاریان نخستین بازی ملی خود را که یک بازی دوستانه بود در تاریخ ۲۵ مه ۲۰۱۰ در ایروان در مقابل ازبکستان انجام داده‌است.

## افتخارات

### باشگاهی
پیونیک
- لیگ برتر فوتبال ارمنستان (۴): ۲۰۰۷, ۲۰۰۸, ۲۰۰۹, ۲۰۱۰
- لیگ برتر فوتبال ارمنستان مقام سوم (۱): ۲۰۱۱
- جام استقلال ارمنستان (۲): ۲۰۰۹, ۲۰۱۰, ۲۰۱۲–۱۳
- سوپر جام فوتبال ارمنستان (۳): ۲۰۰۷، ۲۰۰۸، ۲۰۱۰
- سوپر جام فوتبال ارمنستان نایب قهرمان (۱): ۲۰۰۹

 زالگیریس
- لیگ آ فوتبال لیتوانی (۱): ۲۰۱۴
- جام حذفی فوتبال لیتوانی (۲): ۲۰۱۳–۲۰۱۴, ۲۰۱۴–۲۰۱۵

 آلاشکرت
- لیگ برتر فوتبال ارمنستان: ۲۰۱۵–۲۰۱۶

## زندگی خصوصی
برادر بزرگتر آرداک، آرتور یدیگاریان نیز عضو تیم ملی فوتبال ارمنستان می‌باشد. پدر آرتور و آرداک نیز بازیکن فوتبال اتحاد شوروی بود.